# Unione Sportiva Livorno 1987-1988
Questa pagina raccoglie le informazioni riguardanti l'Unione Sportiva Livorno nelle competizioni ufficiali della stagione 1987-1988.

## Stagione
Nella stagione 1987-1988 il Livorno disputa il girone A del campionato di Serie C1, raccoglie 26 punti, ottenendo il quattordicesimo posto in graduatoria. La squadra labronica si salva ancora alla penultima giornata, con una rete del giovane bomber Igor Protti, la rete del riminese manda a casa battuta (1-0) la Vis Pesaro e salva gli amaranto dalla discesa in Serie C2, per l'attaccante si tratta della nona segnatura in questo torneo. nella corrente stagione ne realizza 17, oltre alle 9 in campionato ne segna 3 nella Coppa Italia nazionale e 5 nella Coppa Italia di Serie C. Si alternano due tecnici quali allenatori sulla panca livornese, come spesso accade nelle stagioni che nascono storte, Romano Mattè e Rossano Giampaglia.
Nella Coppa Italia Nazionale il Livorno nel quinto girone di qualificazione, batte l'Udinese ed il Modena, pareggia con il Padova e perde con Napoli e Fiorentina, che accedono agli ottavi di finale. In queste qualificazioni vi si sperimentano alcune novità: la vittoria viene premiata con 3 punti, il pareggio manda direttamente ai rigori, chi vince porta a casa 2 punti, chi perde 1 punto, al Livorno capita impattando (2-2) a Padova che si trasforma in (7-5) per i patavini. Nella Coppa Italia di Serie C, vinta dagli amaranto nella scorsa edizione, il Livorno entra in gioco nei sedicesimi di finale, avendo disputato le qualificazioni nazionali, eliminando lo Spezia, a febbraio gioca gli ottavi di finale superando il Perugia, nei quarti di finale supera il Prato, mentre nel turno di semifinale cede nel doppio turno al Monza.

## Rosa
| N. |                   | Ruolo | Calciatore           |
| -- | ----------------- | ----- | -------------------- |
|    | Italia (bandiera) | C     | Massimiliano Allegri |
|    | Italia (bandiera) | P     | Alessandro Baldini   |
|    | Italia (bandiera) | P     | Giancarlo Boldini    |
|    | Italia (bandiera) | A     | Giuseppe Brandolini  |
|    | Italia (bandiera) | D     | Lucio Caccialupi     |
|    | Italia (bandiera) | A     | Sergio Casilli       |
|    | Italia (bandiera) | A     | Andrea Chiarenti     |
|    | Italia (bandiera) | D     | Alberto Dal Canto    |
|    | Italia (bandiera) | C     | Marco Falsettini     |
|    | Italia (bandiera) | D     | Antonio Favaro       |
|    | Italia (bandiera) | C     | Stefano Ferrari      |
|    | Italia (bandiera) | D     | Alessio Lonzi        |

| N. |                   | Ruolo | Calciatore            |
| -- | ----------------- | ----- | --------------------- |
|    | Italia (bandiera) | D     | Maurizio Manetti      |
|    | Italia (bandiera) | C     | Marco Marocchi        |
|    | Italia (bandiera) | D     | Vincenzo Mastrototaro |
|    | Italia (bandiera) | C     | Graziano Mazzoni      |
|    | Italia (bandiera) | A     | Simone Mucciarelli    |
|    | Italia (bandiera) | C     | Corrado Ottanelli     |
|    | Italia (bandiera) | A     | Santo Perrotta        |
|    | Italia (bandiera) | D     | Andrea Pisani         |
|    | Italia (bandiera) | C     | Stefano Pontis        |
|    | Italia (bandiera) | A     | Igor Protti           |
|    | Italia (bandiera) | D     | Armando Rizzo         |
|    | Italia (bandiera) | C     | Vittorio Zerpelloni   |

Massimiliano Navari ruolo D

## Risultati

### Campionato

#### Girone di andata
| Arbitro: | Boggi (Salerno) |

|                              |           |                                       |
| Mucciarelli 18’ Perrotta 55’ | Marcatori | 6’, 17’ M. Fabbri 52’, 81’ E. Roselli |

| Arbitro: | Bizzarri (Ferrara) |

|               |           |              |
| Recaldini 55’ | Marcatori | 81’ Perrotta |

| Arbitro: | Manfredini (Modena) |

|                       |           |                |
| Falsettini 85’ (rig.) | Marcatori | 47’ Di Stefano |

| Arbitro: | Cardona (Milano) |

|            |           |  |
| Manari 87’ | Marcatori |  |

| Arbitro: | Taverniti (Roma) |

|                       |           |            |
| Messina 7’ Simone 75’ | Marcatori | 91’ Protti |

| Arbitro: | Pegoretti (Trento) |

|            |           |              |
| Protti 26’ | Marcatori | 85’ Verdelli |

| Arbitro: | Monni (Sassari) |

|              |           |              |
| Gabriele 65’ | Marcatori | 87’ Perrotta |

| Arbitro: | Stafoggia (Pesaro) |

|  |           |             |
|  | Marcatori | 47’ Telesio |

| Arbitro: | Cesari (Genova) |

|  |           |              |
|  | Marcatori | 61’ Perrotta |

| Arbitro: | Scaramuzza (Mestre) |

|            |           |                          |
| Protti 89’ | Marcatori | 9’, 51’, 86’ Cornacchini |

| Arbitro: | Rosica (Roma) |

|                          |           |  |
| Cini 40’ Valoti 50’, 89’ | Marcatori |  |

| Livorno 6 dicembre 1987 12ª giornata | Livorno           | 0 – 0 | Centese | Stadio Ardenza\| Arbitro: \| Gargiulo (Napoli) \| |
| Arbitro:                             | Gargiulo (Napoli) |       |         |                                                   |

| Arbitro: | Cinciripini (Ascoli Piceno) |

|                                 |           |           |
| Brandolini 10’, 40’ Casilli 88’ | Marcatori | 31’ Grani |

| Pavia 20 dicembre 1987 14ª giornata | Pavia            | 0 – 0 | Livorno | Stadio Comunale\| Arbitro: \| Mazzalupi (Roma) \| |
| Arbitro:                            | Mazzalupi (Roma) |       |         |                                                   |

| Arbitro: | Arena (Ercolano) |

|  |           |              |
|  | Marcatori | 82’ Clementi |

| Arbitro: | Fucci (Salerno) |

|                             |           |  |
| Falconi 3’ Cangini 60’, 80’ | Marcatori |  |

| Arbitro: | Manfredini (Modena) |

|            |           |                      |
| Protti 74’ | Marcatori | 12’ (rig.) O. Tacchi |

#### Girone di ritorno
| Arbitro: | Ceccarelli (Roma) |

|                                               |           |            |
| Belluzzi 25’ Manetti 92’ (aut.) M. Fabbri 97’ | Marcatori | 16’ Protti |

| Arbitro: | Guida (Palermo) |

|                           |           |  |
| Brandolini 10’ Protti 64’ | Marcatori |  |

| Arbitro: | Di Savino (Foggia) |

|                                                    |           |  |
| Paci 79’ Falsettini 81’ (aut.) M. Rossi 90’ (rig.) | Marcatori |  |

| Arbitro: | Arcangeli (Terni) |

|                                              |           |  |
| Protti 9’ Perrotta 38’ Brandolini 89’ (rig.) | Marcatori |  |

| Arbitro: | Arcovito (Messina) |

|                            |           |                             |
| Protti 34’ Chiarentini 67’ | Marcatori | 14’ Monti 55’ (rig.) Palese |

| Arbitro: | Marchi (Padova) |

|                      |           |  |
| Casiraghi 25’ (rig.) | Marcatori |  |

| Livorno 13 marzo 1988 24ª giornata | Pro Livorno      | 0 – 0 | Lucchese | Stadio Ardenza\| Arbitro: \| Cardona (Milano) \| |
| Arbitro:                           | Cardona (Milano) |       |          |                                                  |

| Arbitro: | Rosica (Roma) |

|             |           |  |
| Morucci 38’ | Marcatori |  |

| Arbitro: | Bettin (Padova) |

|             |           |  |
| Manetti 47’ | Marcatori |  |

| Arbitro: | Trinchieri (Roma) |

|                                |           |  |
| Cornnacchia 49’ D'Agostino 61’ | Marcatori |  |

| Arbitro: | Merlino (Torre del Greco) |

|                   |           |  |
| Pontis 23’ (rig.) | Marcatori |  |

| Arbitro: | Monni (Sassari) |

|              |           |            |
| Palmieri 48’ | Marcatori | 22’ Favaro |

| Arbitro: | Mughetti (Cesena) |

|                         |           |  |
| Mastronotaro 68’ (aut.) | Marcatori |  |

| Arbitro: | Guida (Palermo) |

|              |           |  |
| Marocchi 15’ | Marcatori |  |

| Arbitro: | Iori (Parma) |

|                  |           |  |
| Pizzi 76’ (rig.) | Marcatori |  |

| Arbitro: | Capovilla (Carrara) |

|           |           |  |
| Protti 3’ | Marcatori |  |

| Arbitro: | Fucci (Salerno) |

|                                             |           |  |
| Manetti 16’ (aut.) Talevi 44’ O. Tacchi 69’ | Marcatori |  |

### Coppa Italia

#### Quinto girone
| Arbitro: | Felicani (Bologna) |

|            |           |  |
| Protti 27’ | Marcatori |  |

| Arbitro: | Baldas (Trieste) |

|  |           |                        |
|  | Marcatori | 9’ Giordano 51’ Careca |

| Arbitro: | Acri (Novi Ligure) |

|                                        |                      |                                    |
| Cupini 18’ Russo 83’                   | Marcatori            | 24’ Protti 65’ Pontis              |
| Longhi Zanin Fermanelli Russo Simonini | Tiri di rigore 7 – 5 | Pontis Allegri Falsettini A. Rizzo |

| Arbitro: | Novi (Pisa) |

|                     |           |            |
| Baggio 21’ Diaz 23’ | Marcatori | 55’ Protti |

| Arbitro: | Beschin (Legnago) |

|  |           |                |
|  | Marcatori | 2’ Mucciarelli |

### Coppa Italia

#### Sedicesimi di finale
| Arbitro: | Benazzoli (Bassano del Grappa) |

|                        |           |                            |
| Guerra 77’ Morucci 85’ | Marcatori | 64’ Mucciarelli 82’ Protti |

| Arbitro: | Zebellin (Bassano del Grappa) |

|                           |           |  |
| Protti 30’ Brandolini 59’ | Marcatori |  |

#### Ottavi di finale
| Arbitro: | Lattuada (Legnano) |

|          |           |              |
| Gori 84’ | Marcatori | 13’ Perrotta |

| Arbitro: | Mantovani (Genova) |

|                |           |  |
| Protti 2’, 65’ | Marcatori |  |

#### Quarti di finale
| Livorno 9 marzo 1988 Andata | Pro Livorno     | 0 – 0 | Prato | Stadio Ardenza\| Arbitro: \| Tommasi (Pavia) \| |
| Arbitro:                    | Tommasi (Pavia) |       |       |                                                 |

| Arbitro: | Cazzamalli (Milano) |

|              |           |                            |
| M. Rossi 45’ | Marcatori | 22’ Protti 85’ (aut.) Paci |

#### Semifinali
| Monza 13 aprile 1988 Andata | Monza             | 0 – 0 | Pro Livorno | Stadio Gino Alfonso Sada\| Arbitro: \| Ceccarelli (Roma) \| |
| Arbitro:                    | Ceccarelli (Roma) |       |             |                                                             |

| Arbitro: | Cinciripini (Ascoli Piceno) |

|  |           |               |
|  | Marcatori | 87’ Casiraghi |